# Овчинников, Родион Юрьевич
Родион Юрьевич Овчинников (род. 25 октября 1960) — советский и российский актёр, театральный режиссёр и педагог. Заслуженный артист Российской Федерации (2006). 

## Биография
Родион Овчинников родился 25 октября 1960 года.
В 1979 году поступил в Щукинское училище на курс Ю. В. Катина-Ярцева. По окончании училища с 1983 по 1991 год служил в театре имени Ленинского комсомола, затем, с 1993 по 1995 год в театре на Таганке у Юрия Любимова.
С 1996 года преподаёт в высшем театральном училище имени Щукина, является доцентом кафедры мастерства актёра, с 2009 года — профессор кафедры мастерства актёра.
Является педагогом по мастерству актёра в Российской академии театрального искусства и Школе-студии МХАТ (с 2002 года). Среди его учеников: Ирина Горбачёва, Григорий Антипенко, Александр Лымарев, Янина Соколовская, Александр Семчев, Марина Александрова, Ольга Будина, Елена Захарова и другие.
В 1993 году окончил Высшие режиссёрские курсы (мастерская Ролана Быкова). В 1995 году окончил философско-богословский факультет.
Член Союза театральных деятелей России, входит в состав комиссии по любительским театрам.

## Творчество

### Роли в театре
- «Жестокие игры» А. Н. Арбузова — Кай (Ленком)[4]
- «Смерть Павла I» — Павел I (Театр имени Рубена Симонова),
- «Борис Годунов» — Отрепьев (Театр наций)
- «Капитанская дочка» — Пугачёв
- «Утиная охота» А. В. Вампилова — Зилов
- «Преступление и наказание» Ф. М. Достоевского — Раскольников

### Постановки в театре
- «Смерть Павла I» Е. Симонова. Театр имени Рубена Симонова[3]
- «Преступление и наказание» Ф. М. Достоевского — антреприза (Гран-при фестиваля в Зальцбурге, 2000 г.[5])
- «Капитанская дочка» А. С. Пушкина — антреприза Берёзкина
- «Суббота, воскресенье, понедельник» Эдуардо Де Филиппо. Театр имени Ермоловой.
- «Свадьба» А. П. Чехова. г. Сеул (Южная Корея)
- «Кони привередливые…» В. М. Шукшина в г. Брно (Чехия, Гран-при фестиваля в Амстердаме, 2004 г.[5])
- «Семья вурдалаков» («Классный» театр)[5]
- «Бесы» (Гран-при фестиваля в Брно, 1998 г.[5])
- «Дом Бернарды Альбы» Федерико Гарсиа Лорки (Гран-при фестиваля в Сан-Паулу, 1999 г.[5])
- «С наступающим…» «Современник» 2010 г.
- «Одесса 913». Театр имени Ермоловой. 2012 г.
- «Самая большая маленькая драма». Театр имени Ермоловой. 2012 г.
- «Окаёмовы дни» Театр имени Вахтангова. 2013 г
- «Тремя этажами выше» Московский театр сатиры. 2013 г.
- «О любви и дружбе» Театральный институт имени Бориса Щукина. Спектакль с выпускниками Р. Овчинникова разных лет. 2015 г.
- «Где мы?» Московский театр сатиры. 2018 г.
- «Палата № 6» Театральный институт имени Бориса Щукина. 2020 г. Курс Павла Любимцева и Анны Дубровской (магистратура)
- «Любовь. Смерть. Любовь» Театральный институт имени Бориса Щукина. 2021 г. Курс Валентины Николаенко

### Фильмография
- 1983 — Юнона и Авось — Офицер-переводчик
- 1983 — Ромео и Джульетта — Самсон
- 1987 — Завтра была война — Жора Ландыс
- 1988 — Диктатура совести
- 2002 — Кодекс чести — камео
- 2002 — Смотрящий вниз — Лернер
- 2005 — Шекспиру и не снилось… — Гудьир (Серия «Каучуковая полоса жизни»)

### Озвучивание мультфильмов
1. 1986 — Петух и боярин — старик